# Gemmuloborsonia clandestina
Gemmuloborsonia clandestina é uma espécie de gastrópode do gênero Gemmuloborsonia, pertencente a família Turridae.